# مجمع نصوص انجلوا نورمان
مجمع نصوص الانجلو نورمان هي جمعية نشر نصوص أنشئت عام ١٩٣٧م عن طريق البروفيسور ميلدريد ك بوب
. الهدف من إنشاء الجمعية هو تقديم الدراسة الخاصة باللغة انجلو نورمان وثقافة انجلو نورمان عن طريق نشر طبعات لمجموعة واسعة من النصوص ذات القيمة والفائدة الأدبية واللغوية والتاريخية والقانونية. يقع مقرها في المملكة المتحدة وتستقطب الجمعية الأفراد والمؤسسات من جميع أنحاء العالم.

## المنشورات

### سلسلة النصوص السنوية
سلسة النصوص الاصلية التي نشرت من الجمعية هي سلسلة نصوص انجلوا نورمان. بعض الاحيان تعرف بسلسلة النصوص السنوية. الهدف من هذة السلسة هو إنتاج نسخة سنوية كل سنة (أو إصدار نسخة أو أكثر كل سنة). أيضا هذا النسق ضل محفوظا طيلة تاريخ الجمعية. في بعض الاحيان ادت بعض الظروف غير المتوقعة إلى تاخيرات بسيطة أو حدوث فجوات في الجدول الزمني.تضم السلسة إصدارات لبعض المختصين المشهورين في الانجلوا نورمان في عصرهم منهم: ميلدريد بوب، م دومينيكا ليج، الكسندر بيل، رونالد سي جونسون، انتوني جيه هولدن، بريان ميليريس، ايان شورت، طوني هانت وديلبيرت راسل.

### سلسلة نصوص عادية
استكملت سلسلة النصوص السنوية باطلاق سلسلتين اضافيتين عام ١٩٣٨. اولهما سلسلة النصوص العادية والتي تهدف إلى تقديم نص نقدي للاعمال القصيرة ولكن بدون المقدمة التفصيلية والملاحظات الموجودة في سلسلة النصوص السنوية.

### سلسلة منشورات المناسبات
السلسلة الثانية هي سلسلة منشورات المناسبات والتي تختص بالمنشورات التي تقع خارج مجال السلسلة الأخرى. الإصدار الأول من هذه السلسلة يتكون من مجموعة من المقالات التي تم تجميعها في ذكرى رئيس الجمعية تي بي دبليو ريد منذ فترة طويلة. تضمنت هذه السلسة أيضا الادب الانجلو نورماندي لروث دين (دليل للنصوص والمخطوطات)، وهو بديل لعمل لا غنى عنه للباحث السويدي يوهان فيسينغ الذي له نفس الاختصاص. ومؤخرا دليل ايان شورت للانجلو نورمان الذي كان بناءا على دراسة بوب الشاملة للانجلو نورمان من الفصل الأخير لها من اللاتينية إلى الفرنسية الحديثة. وفي هذه السلسلة أيضا ظهرت طبعة هولدن وجريجوري وكراوتش لتاريخ وليام مارشال. وهي عبارة عن سرد لحياة ومغامرات وليام مارشال الشهير المعروف بأيرل بيمبروك الأول.